# Bhāravi
Bhāravi (devanagari भारवि) (VI secolo – VI secolo) è stato un poeta indiano.

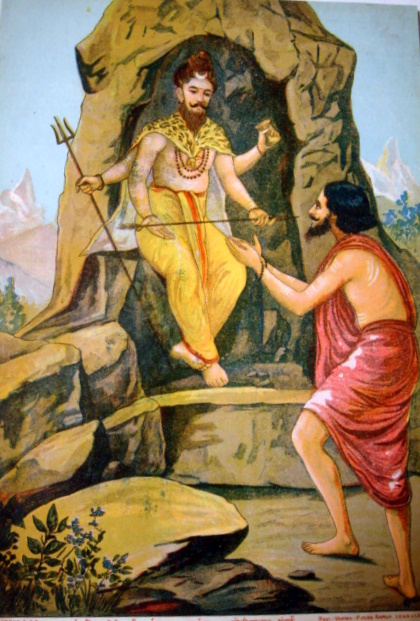
Arjuna riconosce Śiva, opera del pittore Raja Ravi Varma (1848 – 1906) ispirata al Kirātārjunīya.

Di Bhāravi, poeta indiano in lingua sanscrita è nota un'unica opera, il Kirātārjunīya, poema epico in 18 canti, il cui soggetto è un episodio del Mahābhārata, la storia dell'incontro fra l'eroe Arjuna e il Dio Śiva, apparsogli nelle sembianze di un cacciatore (kirātā).

## Opere
- Kirātārjunīya (Arjuna e il cacciatore)